# Cyclocodon
Cyclocodon – rodzaj roślin z rodziny dzwonkowatych. Obejmuje trzy gatunki. Wszystkie one występują w południowo-wschodniej Azji od Himalajów po środkowe Chiny i Półwysep Indochiński. C. axillaris na północy sięga do Japonii, a C. lancifolius na południowym wschodzie po Nową Gwineę.

## Morfologia
PokrójRośliny roczne i byliny o łodydze prosto wzniesionych lub podnoszących się, zwykle rozgałęzionych.
LiścieNaprzeciwległe, rzadko okółkowe.
KwiatyObupłciowe, wyrastają pojedynczo lub zebrane w kwiatostany wierzchotkowe. Kielich z 4–6 działek przylega tylko częściowo lub wcale do zalążni. Działki są całobrzegie lub gałęziście podzielone. Korona rurkowata, 4–6-krotna. Pręciki w liczbie 4–6, o nitkach nagich lub orzęsionych, w dolnej części, gdzie są rozszerzone. Zalążnia 3–6-komorowa, w położeniu dolnym względem korony i wpół dolnym lub górnym w odniesieniu do kielicha, zwieńczona szyjką ze znamieniem z 4–6 łatkami.
OwoceJagody zawierające bardzo liczne, kulistawe nasiona.

## Systematyka
Pozycja systematyczna
Rodzaj z rodziny dzwonkowatych Campanulaceae klasyfikowany w jej obrębie do podrodziny Campanuloideae. W niektórych ujęciach rodzaj włączany jest do rodzaju dzwonkowiec Codonopsis.
Wykaz gatunków
- Cyclocodon axillaris (Oliv.) W.J.de Wilde & Duyfjes
- Cyclocodon lancifolius (Roxb.) Kurz
- Cyclocodon parviflorus (Wall. ex A.DC.) Hook.f. & Thomson